# Deutsche Nationalhymne
Die deutsche Nationalhymne ist seit 1922 mit Unterbrechung, teils mit Zusätzen und unterschiedlichen Strophen, das Deutschlandlied von August Heinrich Hoffmann von Fallersleben zur Melodie der ursprünglich österreichischen Kaiserhymne von Joseph Haydn.
Bundespräsident Theodor Heuss und Bundeskanzler Konrad Adenauer führten es 1952 für die Bundesrepublik wieder ein, mit der Maßgabe, dass bei staatlichen Veranstaltungen nur die dritte Strophe zu singen ist. 1991, nach der deutschen Wiedervereinigung, legten ihre Nachfolger Richard von Weizsäcker und Helmut Kohl ausdrücklich fest, dass nur die dritte Strophe des Deutschlandlieds die Nationalhymne der Bundesrepublik Deutschland ist. Die Nationalhymne ist als staatliches Symbol in besonderer Weise vor Verunglimpfung geschützt. Die erste und zweite Strophe des Deutschlandlieds stehen nicht unter diesem Schutz. Das öffentliche Singen der ersten Strophe kann zu negativen Reaktionen in der Gesellschaft führen, da sie fälschlich teilweise nicht, wie von Hoffmann von Fallersleben, im Sinne des Gesamtdeutschen über den Einzelstaaten interpretiert wird, sondern im Sinne Deutschlands über den anderen Nationen.
Die ersten Takte der Melodie entnahm Haydn möglicherweise dem kroatischen Volkslied Stal se jesem v jutro ranowar. Er hatte den Auftrag, für Franz II. eine Kaiserhymne des Heiligen Römischen Reiches mit einem Text von Lorenz Leopold Haschka zu komponieren. Er führte sie, nachdem er die römisch-deutsche Kaiserwürde im Zuge der napoleonischen Kriege aufgeben musste, als österreichische Kaiserhymne weiter, ebenso seine Nachfolger. Im 1871 gegründeten deutschen Kaiserreich gab es keine offizielle Nationalhymne. Bei wichtigen Anlässen wurde oft Heil dir im Siegerkranz gespielt. Erst 1922 in der Weimarer Republik bestimmte Reichspräsident Friedrich Ebert das Lied der Deutschen mit seinen drei Strophen als Nationalhymne. Die Nationalsozialisten behielten das Lied zwar bei, ließen aber nach der ersten Strophe zusätzlich ihre Parteihymne, das Horst-Wessel-Lied, spielen. Nach dem Zweiten Weltkrieg verboten die Alliierten das Lied der Deutschen nicht generell, nur in der amerikanischen Zone war das öffentliche Singen untersagt.
Die Worte Einigkeit und Recht und Freiheit fanden sich auf dem Rand der 2-DM- und 5-DM-Münzen. Heute sind sie auf dem Rand der deutschen 2-Euro-Münzen zu lesen. Nach Ansicht des österreichischen Germanisten Paul Portmann-Tselikas haben sie den Charakter eines „offiziellen Wahlspruchs der BRD“.

## Text und Melodie

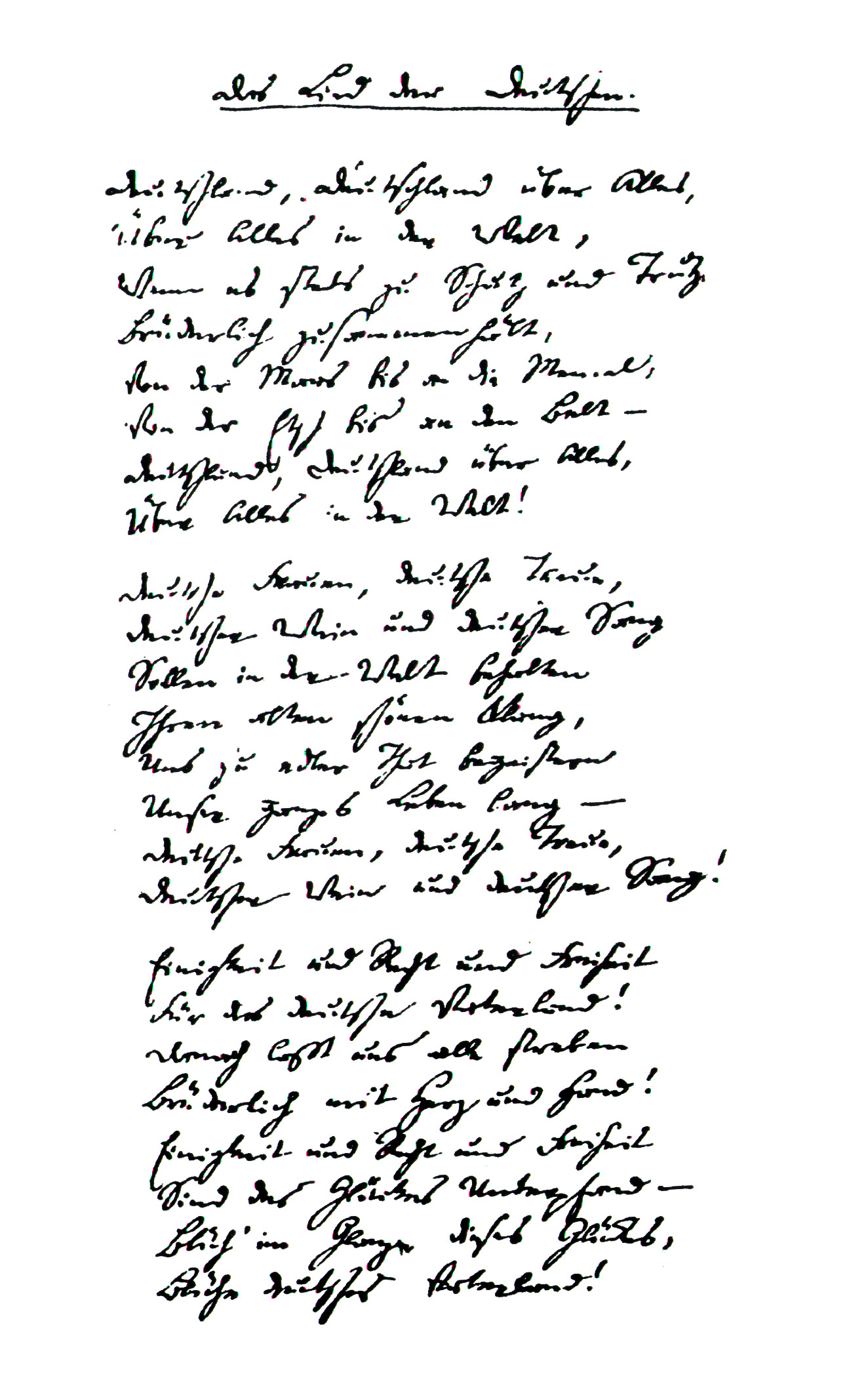
Das Lied der Deutschen: Handschrift aus dem Nachlass Hoffmanns

Der Text der Hymne ist die dritte Strophe des Gedichts Das Lied der Deutschen, verfasst von August Heinrich Hoffmann von Fallersleben 1841 auf Helgoland.
Einigkeit und Recht und Freiheit

für das deutsche Vaterland!

Danach lasst uns alle streben

brüderlich mit Herz und Hand!

Einigkeit und Recht und Freiheit

sind des Glückes Unterpfand:

|: Blüh im Glanze dieses Glückes,

   blühe, deutsches Vaterland! :|
Die Melodie stammt aus dem Lied Gott erhalte Franz, den Kaiser, das Joseph Haydn 1796/1797 in Wien zu Ehren des römisch-deutschen Kaisers Franz II. komponierte (Hob XXVIa:43) und das später auch als österreichische Kaiserhymne gesungen wurde.

## Vorgeschichte

### Erste Schritte
Als ältestes deutschsprachiges Lied mit Charakter einer Volkshymne kann Prinz Eugen, der edle Ritter, verfasst 1719, angesehen werden. Ein deutsches Vaterland, das alle Länder deutscher Zunge umfasst, forderte das vor der Völkerschlacht bei Leipzig 1813 von Ernst Moritz Arndt gedichtete Lied Was ist des Deutschen Vaterland?. Später wurden das Rheinlied von Nikolaus Becker und Die Wacht am Rhein von Max Schneckenburger beliebt, entstanden als Reaktion auf die Rheinkrise von 1840, und auch Das Lied der Deutschen von Hoffmann. Im 1871 gegründeten deutschen Kaiserreich war die Hymne des preußischen Königs Heil dir im Siegerkranz zugleich die Hymne des Deutschen Kaisers. Deren Melodie stammt aus der britischen Nationalhymne God Save the King und wurde und wird auch in Hymnen anderer Länder verwendet.
Keines dieser Lieder wurde allerdings als Nationalhymne festgelegt; es gab keine offizielle Hymne. Bei offiziellen Anlässen wurde jedoch meist die Kaiserhymne gespielt, bei der Übergabe von Helgoland am 10. August 1890 aber auch das dort verfasste Hoffmann’sche Lied. Dieses fand in der Folgezeit immer größere Verbreitung und wurde zu Beginn des 20. Jahrhunderts vielfach als Nationalhymne angesehen, zumindest im Sinne einer Volkshymne (im Gegensatz zur Herrscherhymne).
Im Ersten Weltkrieg wurden verstärkt patriotische Lieder gesungen, umgetextet oder für Propagandazwecke vereinnahmt, so wie das Deutschlandlied mit dem Langemarck-Mythos.

### Einigkeit
Schon im Juni 1841 nahm Hoffmann von Fallersleben in seinem in den Unpolitischen Liedern veröffentlichten Gedicht Eins und Alles Bezug auf den Gedanken eines geeinten Deutschland jenseits fürstlicher Einzelinteressen:
Deutschland erst in sich vereint!

Auf! wir wollen uns verbinden,

Und wir können jeden Feind

Treuverbunden überwinden.
Die „Einigkeit“ in der dritten Strophe ist vermutlich beeinflusst von den Worten des sterbenden Attinghausen in Schillers Wilhelm Tell („Seid einig – einig – einig“) und von Seumes Gedicht An das deutsche Volk („Hass und Spaltung herrscht in unsern Stämmen, Einheit nur kann das Verderben hemmen“).

## Zwischen den Weltkriegen

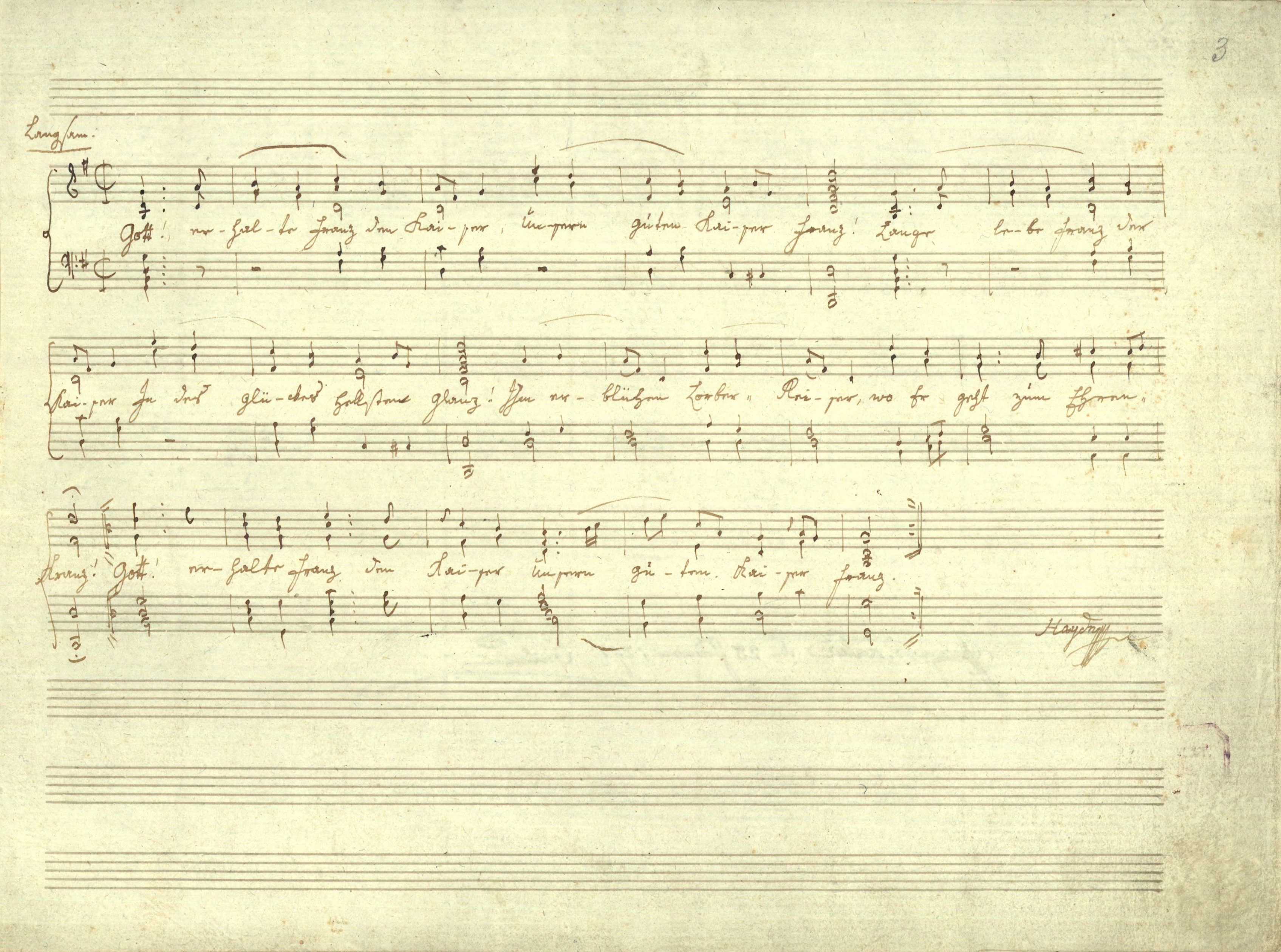
Kaiserlied – Klavierfassung mit der ersten Strophe von Lorenz Leopold Haschka, Handschrift Joseph Haydns

Mit der Revolution von 1918 verlor die Kaiserhymne ihre Bedeutung. Die Suche nach einer neuen Hymne für die Weimarer Republik ging schleppend voran. Vorstöße etwa des Präsidenten der Nationalversammlung, Constantin Fehrenbach (Zentrum), des Reichswehrministers Otto Geßler (DDP) und des Reichsinnenministers Erich Koch (DDP) blieben ungehört. Erst auf eine Anfrage der britischen Botschaft hin, die auf Geheiß ihres Außenministers Lord George Curzon tätig geworden war, kam im Sommer 1920 Bewegung in die Hymnenangelegenheit.
Es dauerte aber noch gut zwei Jahre bis zur amtlichen Proklamation der neuen Hymne. Dies lag zum einen an verschiedenen diplomatischen Verwicklungen, die ein Abwarten angezeigt erscheinen ließen, zum anderen daran, dass vor allem in der Mehrheitssozialdemokratischen Partei Vorbehalte gegen das favorisierte Deutschlandlied bestanden. Der Mord an Walther Rathenau (DDP) veranlasste Reichsinnenminister Adolf Köster (SPD) auf Anraten von Arnold Brecht, für eine rasche Lösung der Hymnenfrage zu sorgen. Die Verantwortlichen hofften darauf, die gemäßigte Rechte so an die Republik zu binden.
Am 10. August 1922, dem Vorabend des Verfassungstages, erklärte Reichspräsident Friedrich Ebert das Lied der Deutschen mit allen drei Strophen zur Nationalhymne des Deutschen Reiches. Am 17. August 1922 wies Ebert die Reichswehr an, das Deutschlandlied „als Nationalhymne zu führen“. Eine allgemeinverbindliche Verordnung zur Proklamation der Nationalhymne erließ der Reichspräsident dagegen nicht. Vielmehr vermittelte die nunmehr offizielle Anerkennung dem Deutschlandlied endgültig gewohnheitsrechtliche Geltung. Dies alles geschah nach Abschluss der Pariser Vorortverträge, die von Deutschland und Deutschösterreich die Abtretung von in der ersten Strophe genannten Randgebieten verlangten und die Vereinigung der beiden deutschsprachigen Länder verboten. Daher wurde die Hymne, in erster Linie von Anhängern des rechten politischen Spektrums, auch als Erinnerung an die abgetretenen Gebiete sowie an eine verwehrte Einigkeit im Sinne von Einheit interpretiert.
Deutsche Münzen, die 1923 aus Aluminium in den Stückelungen 200 Mark und 500 Mark geprägt und als Inflationsmünzen der Weimarer Republik in Umlauf gebracht wurden, haben auf ihrer Rückseite den Reichsadler mit der Umschrift Einigkeit und Recht und Freiheit. Die aus Silber in den Prägejahren 1927 bis 1933 gefertigte Umlaufmünze zu 5 Reichsmark zeigt auf der Vorderseite einen Eichbaum mit derselben Umschrift. Der Text findet sich auch als Randschrift auf den 1931 bis 1933 ausgegebenen Münzen zu 3 Reichsmark und weiteren 17 Gedenkmünzen der Jahre 1925 bis 1931. Mit der Außerkurssetzung der genannten Umlaufmünzen zu 5 Reichsmark Ende März 1937 verschwand das bis 1933 geprägte Motto „Einigkeit und Recht und Freiheit“ aus dem Geldumlauf des NS-Staats.
Im NS-Staat wurde nur noch die erste Strophe gesungen, direkt gefolgt vom Horst-Wessel-Lied, die zusammen anstelle einer einheitlichen Hymne genutzt wurden.

## Nach dem Zweiten Weltkrieg

### Bundesrepublik Deutschland

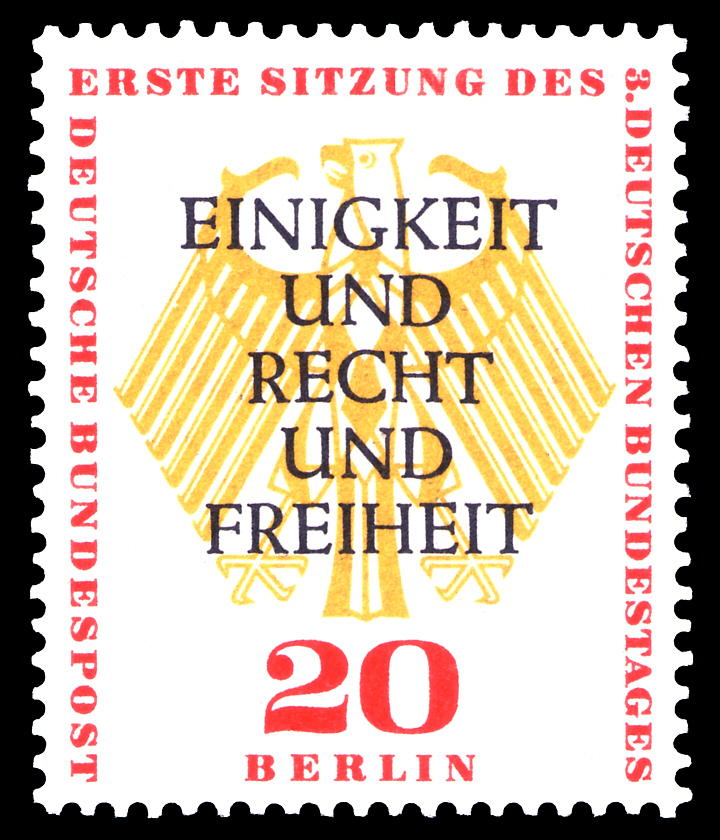
„Einigkeit und Recht und Freiheit“: Briefmarke von 1957

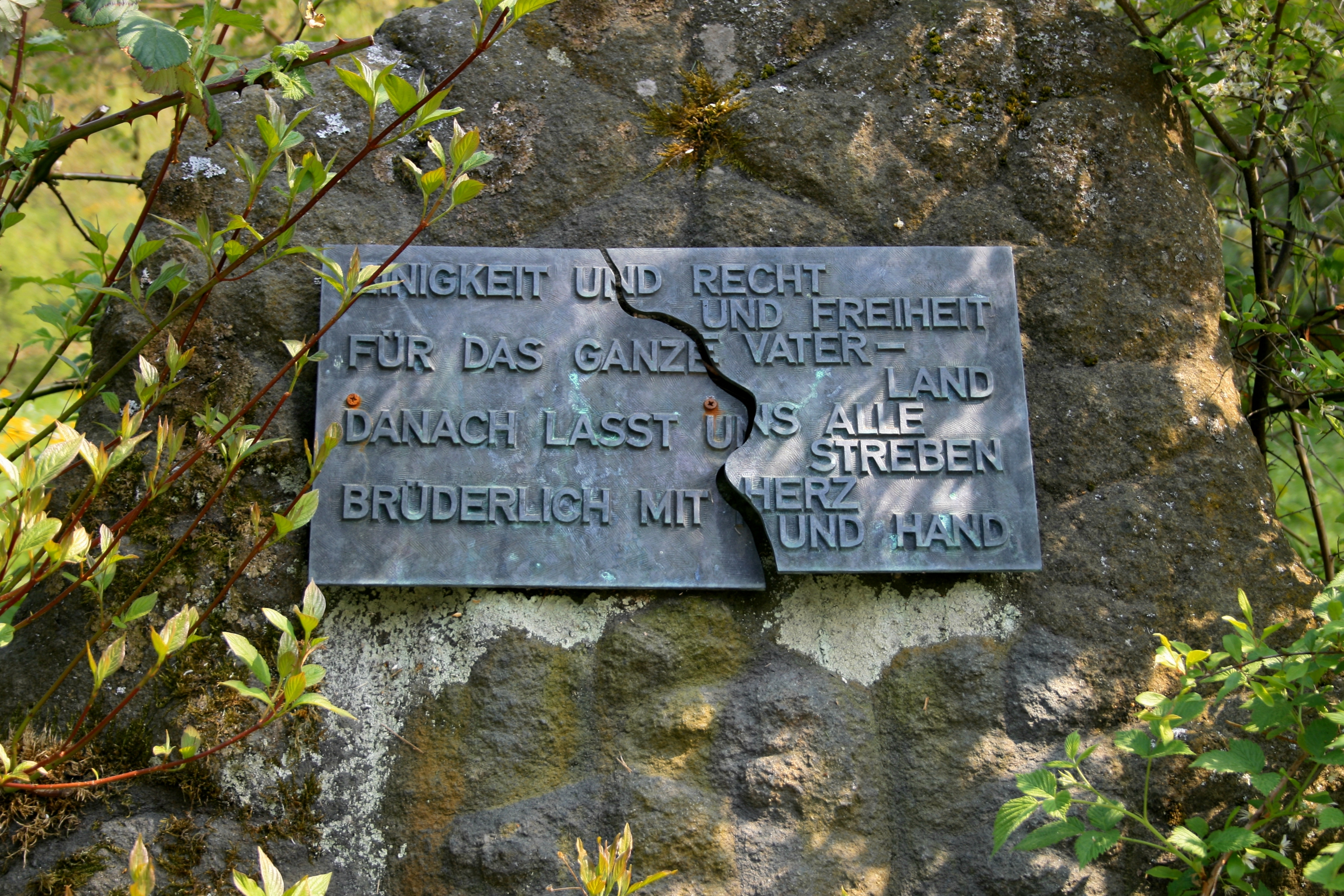
Gedenktafel in Biedenkopf an der Lahn

Nach der deutschen Kapitulation im Mai 1945 verbot der Alliierte Kontrollrat den Gebrauch charakteristischer nationalsozialistischer oder militärischer Grußformen. Er knüpfte an ein Gesetz der amerikanischen Militärregierung an, das nicht das Verbot des Deutschlandliedes betraf. In der amerikanischen Zone war lediglich dessen Singen in der Öffentlichkeit untersagt. In der französischen Zone gab es überhaupt kein Verbot, ebenfalls nicht in der britischen Zone. Eine Verordnung der britischen Militärregierung vom 15. September 1945 verbot lediglich „das öffentliche Singen oder Spielen militärischer oder Nazi-Lieder oder Melodien“. Sämtliche dieser Verbote hob die Alliierte Hohe Kommission im Jahre 1949 nach Gründung der Bundesrepublik auf.
Während die schwarz-rot-goldene Bundesflagge 1949 als nationales Symbol der Bundesrepublik Deutschland in Artikel 22 des Grundgesetzes festgeschrieben wurde, gab es nach Gründung der Bundesrepublik keine gesetzliche Festlegung einer Nationalhymne. Nach der Verkündung des deutschen Grundgesetzes sangen die Mitglieder des Parlamentarischen Rates Hans Ferdinand Maßmanns Lied Ich hab mich ergeben / Mit Herz und mit Hand; später wurde zu offiziellen Anlässen die erste Strophe von Schillers Gedicht An die Freude in der Vertonung von Ludwig van Beethoven aus dem vierten Satz der 9. Sinfonie als Ersatzhymne verwendet. Der Vorschlag des damaligen Bundespräsidenten Theodor Heuss, als Neuanfang die von Rudolf Alexander Schröder gedichtete und von Hermann Reutter vertonte Hymne an Deutschland zu verwenden, konnte sich nicht durchsetzen.
Für das diplomatische Protokoll wurde aber eine offizielle Hymne benötigt. Bundeskanzler Konrad Adenauer empfand es als peinlich, dass zum Beispiel bei einem deutsch-belgischen Fußballspiel in Köln nach der belgischen Hymne der Karnevalsschlager „Wir sind die Eingeborenen von Trizonesien“ gespielt wurde; er selbst war noch 1953 bei seinem ersten Staatsbesuch in Chicago mit „Heidewitzka, Herr Kapitän“ empfangen worden, das ebenfalls von dem Krätzchensänger Karl Berbuer stammte. Im April 1950 forderte Adenauer bei seinem ersten Besuch als Kanzler in Berlin seine Zuhörer im Titania-Palast dazu auf, die dritte Strophe des Deutschlandliedes zu singen. Sicherheitshalber hatte er vorher auf die Sitzreihen Textblätter legen lassen. Damit löste er einen Eklat aus; denn während sich das Auditorium zum Gesang von seinen Plätzen erhob, blieben die drei anwesenden Stadtkommandanten ostentativ sitzen. Die meisten der anwesenden SPD-Politiker reagierten empört und verließen die Veranstaltung. Eine Ausnahme war der damalige Oberbürgermeister von West-Berlin Ernst Reuter. Einige SPD-Politiker sprachen darauf von einem „Handstreich“, während Kurt Schumacher sich positiv zum Deutschlandlied als Hymne äußerte. Das Echo im Ausland war ausgesprochen negativ: Das Londoner Foreign Office und das französische Außenministerium sprachen von Takt- und Geschmacklosigkeit. Eine französische Zeitung wertete den Gesang als Indiz für das „Fortbestehen einer nationalistischen Gesinnung“. Adenauer rechtfertigte sich später gegenüber den Hohen Kommissaren mit der Behauptung, dass das Singen der dritten Strophe ja „unter den Nazis verboten war“.
Bundespräsident Heuss gab, nachdem er auch die Unterstützung von Adenauer und der CDU/CSU verloren hatte, Anfang 1952 auf und folgte schließlich dem Drängen des Bundeskabinetts, die dritte Strophe des Deutschlandliedes zur Nationalhymne zu machen. Eine „feierliche Proklamation“ lehnte er jedoch ab. Er machte stattdessen einen Formulierungsvorschlag für einen Brief Adenauers an ihn und für seine Antwort darauf. Danach sollte der Bundeskanzler das „Ersuchen der Bundesregierung, die dritte Strophe des Hoffmann-Haydn’schen Liedes als Nationalhymne anzuerkennen“, an Heuss richten. In seiner Antwort gestand Heuss ein, „den Traditionalismus und sein Beharrungsbedürfnis unterschätzt“ zu haben, und fuhr fort: „Wenn ich also der Bitte der Bundesregierung nachkomme, so geschieht das in der Anerkennung des Tatbestandes“. Der Entwurf wurde seitens der deutschen Bundesregierung dahingehend geändert, dass Adenauer die „Bitte der Bundesregierung, das Hoffmann-Haydn’sche Lied als Nationalhymne anzuerkennen“ äußerte und hinzufügte: „Bei staatlichen Veranstaltungen soll die dritte Strophe gesungen werden“. Diese Abweichung von seinem Vorschlag nahm Heuss hin, und so wurden die beiden Briefe, datiert auf den 29. April 1952 und den 2. Mai 1952, am 6. Mai 1952 im Bulletin des Bundespresseamtes veröffentlicht. Damit wurde das Lied der Deutschen mit Hervorhebung der dritten Strophe die Nationalhymne der Bundesrepublik Deutschland.
Mit seiner widerstrebenden Zustimmung machte Bundespräsident Heuss als Träger der Ehrenhoheit des Bundes von seiner Befugnis Gebrauch, Staatssymbole – dazu zählt auch die Nationalhymne – zu bestimmen, soweit dem verfassungsrechtliche (Art. 22 GG) oder gesetzliche Bestimmungen nicht entgegenstehen. Dies ist ein ungeschriebenes Recht, das dem Amt des Staatsoberhauptes innewohnt.
Die Wahl der dritten Strophe zeigte in der Praxis, in der meist nur Musik per Kapelle oder Tonträger gespielt wurde, zunächst kaum Auswirkungen. Die Annahme der Hymne in der Öffentlichkeit zeigte sich eher bei Sportveranstaltungen durch den Grad der Beteiligung des Publikums per Mitsingen. Bei der Siegerehrung nach dem Gewinn der Fußball-Weltmeisterschaft 1954 wurde im Wankdorf-Stadion vernehmlich der noch allen gewärtige Text der ersten Strophe angestimmt. Vor allem ab den 1980er Jahren wurde die Hymne bei offiziellen Anlässen meist nur instrumental gespielt, da aufgrund der größtenteils akzeptierten Teilung Deutschlands der Text als politisch unpassend empfunden wurde. Dies änderte sich in der Wendezeit. Laut Helmut Berschin hatte die Hymne ihre „historische Stunde“ am 9. November 1989, als nach Bekanntwerden der Maueröffnung die an einer regulären Sitzung teilnehmenden Abgeordneten des Bundestages sich alle erhoben und spontan die dritte Strophe des Deutschlandliedes sangen.
Bis 1991 war unklar, ob das ganze Deutschlandlied oder nur seine dritte Strophe als Nationalhymne zu gelten habe. Im März 1990 stellte das Bundesverfassungsgericht fest, dass nur die dritte Strophe nach § 90a Abs. 1 Nr. 2 StGB (Verunglimpfung der Hymne der Bundesrepublik Deutschland) strafrechtlich geschützt ist.

### Deutsche Demokratische Republik
In der DDR wurde bereits am 5. November 1949 das von Johannes R. Becher gedichtete und von Hanns Eisler vertonte Auferstanden aus Ruinen (die sogenannte „Becher-Hymne“) zur Nationalhymne bestimmt. Es folgt in den ersten acht der neun Zeilen einer Strophe dem Versmaß der Kaiserhymne. Die Texte beider deutschen Hymnen harmonieren also teilweise mit der Melodie der anderen Hymne, können aber wegen des abweichenden Schlusses nicht wechselseitig gesungen werden.
In der Bundesrepublik wurden Plagiatsvorwürfe laut, nach denen Eisler die ersten Noten des Stücks Goodbye Johnny von Peter Kreuder übernommen habe. Ein Versuch Kreuders, bei der UN-Urheberrechtskommission Tantiemen für sein Stück zu erwirken, scheiterte daran, dass beide Titel große Ähnlichkeiten mit Ludwig van Beethovens Bagatelle op. 119 Nr. 11 aufwiesen. Bechers Text wurde ab etwa 1970 auf Weisung der SED nicht mehr gesungen; denn die DDR hatte mittlerweile die deutsche Einheit aufgegeben. Die Zeile „Deutschland, einig Vaterland“ passte nicht mehr zur neuen Richtlinie, die DDR als eigenständige „sozialistische Nation“ aufzufassen.

### Saarland
Im autonomen Saarland wurde 1950 anlässlich des ersten Spiels der saarländischen Fußballnationalmannschaft mit dem Saarlandlied (auch Saarlied) eine eigene Nationalhymne eingeführt. Das Lied blieb dort auch im späteren Saarland als Bundesland Deutschlands (seit 1957) in Verwendung.

## Vereinigtes Deutschland

Notenbild der Nationalhymne

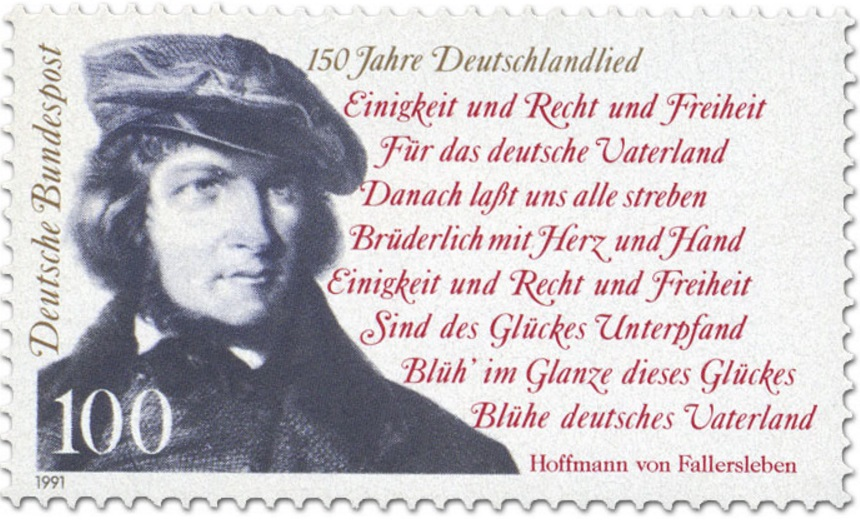
„150 Jahre Deutschlandlied“: Briefmarke von 1991

Im Vereinigungsprozess setzten sich einige Bürgerinitiativen und verschiedene Medien erfolglos für die Kinderhymne Brechts als neue deutsche Nationalhymne ein. Während der Verhandlungen zum Einigungsvertrag 1990 schlug Lothar de Maizière, Ministerpräsident der DDR, vor, die dritte Strophe des Deutschlandliedes mit dem Becher-Text Auferstanden aus Ruinen zu verbinden.
Mit Beschluss vom 7. März 1990 stellte das Bundesverfassungsgericht fest, dass dem Briefwechsel zwischen Adenauer und Heuss nicht ausdrücklich zu entnehmen ist, dass das Lied der Deutschen nur mit seiner dritten Strophe zur Hymne erklärt werden sollte. Eindeutig, so das Bundesverfassungsgericht weiter, ist jedoch darin festgelegt worden, dass bei staatlichen Veranstaltungen die dritte Strophe gesungen werden solle, und dies entsprach bereits zum Zeitpunkt des Beschlusses einer jahrzehntelangen allgemeinen Praxis. Jedenfalls im strafrechtlichen Sinne – für den Adressaten des § 90a Abs. 1 Nr. 2 StGB (Verunglimpfung der Hymne der Bundesrepublik Deutschland) – geht der erkennbare Wortsinn des Begriffs „Hymne der Bundesrepublik Deutschland“ daher nicht über die dritte Strophe des Deutschlandliedes hinaus (BVerfGE 81, 298 ff.). Der Bundesminister der Justiz hatte namens der Bundesregierung in diesem Verfahren erklärt, dass das gesamte, aus drei Strophen bestehende Deutschlandlied die Nationalhymne bilde und die Einschränkung, bei offiziellen Anlässen nur die dritte Strophe zu singen, davon zu unterscheiden sei. Diese Ansicht bestätigte das Bundesverfassungsgericht nicht.
Nach der deutschen Wiedervereinigung erklärte Bundespräsident Richard von Weizsäcker in einem Brief an Bundeskanzler Helmut Kohl am 19. August 1991 ausschließlich die dritte Strophe des Deutschlandliedes zur offiziellen Nationalhymne; Kohl stimmte dem in seinem Antwortschreiben vom 23. August zu. Der Briefwechsel wurde im Bulletin der Bundesregierung vom 27. August 1991 veröffentlicht und als Bekanntmachung vom 19. November 1991 noch einmal im Bundesgesetzblatt (BGBl. I S. 2135).

„Die 3. Strophe des Liedes der Deutschen von Hoffmann von Fallersleben mit der Melodie von Joseph Haydn ist die Nationalhymne für das deutsche Volk.“

„Der Wille der Deutschen zur Einheit in freier Selbstbestimmung ist die zentrale Aussage der 3. Strophe des Deutschlandlieds. Deshalb stimme ich Ihnen namens der Bundesregierung zu, daß sie Nationalhymne der Bundesrepublik Deutschland ist.“

Damit ist eindeutig, dass, anders als vor diesem Briefwechsel 1991, nur die dritte Strophe der Text der deutschen Nationalhymne ist.

## Strafrechtlicher Schutz der Nationalhymne
Im Gegensatz zu den Nationalhymnen anderer Staaten wie Frankreich, Polen oder Ungarn ist die deutsche Nationalhymne nicht in der Verfassung verankert. Auch eine Festlegung der Nationalhymne durch ein formelles Gesetz fehlt. Man geht jedoch davon aus, dass hier Gewohnheitsrecht gilt.
Als staatliches Symbol und Verfassungswert ist die dritte Strophe des Deutschlandliedes als Nationalhymne gemäß § 90a StGB gegen Verunglimpfung geschützt. Der strafrechtliche Schutz ist aber dadurch eingeschränkt, dass Autoren von Nachdichtungen sowie Parodien der Nationalhymne sich ihrerseits im Einzelfall auf die Kunstfreiheit des Art. 5 Abs. 3 Grundgesetz berufen können.

## Sonstiges

### Fehler beim Gebrauch
Es kam immer wieder zu Verwechslungen und Fehlern beim Abspielen und Singen der deutschen Hymne. So wurde z. B. 1995 für Bundespräsident Roman Herzog bei einem Staatsbesuch in Brasilien in Porto Alegre Auferstanden aus Ruinen gespielt, die Hymne der ehemaligen DDR. Das ereignete sich u. a. auch bei den Skiweltmeisterschaften 1985 im italienischen Bormio anlässlich der Siegerehrungen für Markus Wasmeier (Riesenslalom) und der für die Doppelsitzer bei den Rennrodel-Weltmeisterschaften 2015 im lettischen Sigulda.
Im Februar 2017 wurde für die deutsche Fed-Cup-Mannschaft in Lāhainā im US-Bundesstaat Hawaii die erste Strophe des Deutschlandliedes gesungen. Mit der ersten Zeile dieser Strophe trug sich im Oktober 2010 der chilenische Präsident Sebastián Piñera ins Gästebuch beim damaligen Bundespräsidenten Christian Wulff ein.

### Andere Sprachversionen
Im Zuge der Debatte über Integration von Zugewanderten wurde 2006 mit Verweis auf die spanische Version der US-amerikanischen Nationalhymne ins Gespräch gebracht, die Nationalhymne ins Türkische zu übersetzen. Der Grünen-Bundestagsabgeordnete Christian Ströbele aus dem Bezirk Berlin-Kreuzberg mit hohem türkischstämmigen Einwohneranteil, der in der Debatte öffentlich kritisiert und angefeindet worden war, erklärte, er habe dies, anders als von einigen Medien berichtet, nicht vorgeschlagen, unterstütze es aber. Er wies darauf hin, dass es bereits mehrere Übersetzungen gebe, unter anderem eine bereits 2000 vom Referat Öffentlichkeitsarbeit des Deutschen Bundestages veröffentlichte sowie eine von der türkischen Redaktion des WDR erstellte Version.

### Geschlechterneutralität
Im März 2018 schlug die Gleichstellungsbeauftragte im Bundesfamilienministerium, Kristin Rose-Möhring, vor, den Text der Nationalhymne geschlechtsneutral umzuformulieren. So sollte Vaterland gegen Heimatland sowie brüderlich gegen couragiert ausgetauscht werden. Als Vorbild dienten die geschlechtsneutralen Anpassungen der österreichischen Bundeshymne 2011 und der Nationalhymne Kanadas 2018. Die öffentlichen Reaktionen darauf reichten von verhaltener Zustimmung bis hin zu empörter Ablehnung.